# Flaviano II de Antioquia
Flaviano II de Antioquia foi o patriarca de Antioquia entre 498 e 512 e foi escolhido pelo imperador Anastácio I Dicoro para suceder Paládio.

## História
Durante o conflito entre os calcedônios e os não calcedônios pela sé de Antioquia, Flaviano tentou agradar ambos os lados através de uma proposta a meio caminho entre eles, mas foi induzido, após grande hesitação, a concordar com um pedido de Anastácio para que aceitasse o Henótico, o decreto de União emitido pelo imperador Zenão. Esta decisão lhe trouxe um anátema do Patriarca de Constantinopla. Mesmo assim, revoltas estouraram por volta de 511 entre os dois partidos nas ruas de Antioquia e a simpatia de Anastácio pela crença não calcedônia levou Flaviano a perder o apoio imperial. Um sínodo foi convocado em Sidom em 512 pelos ortodoxos orientais, o que resultou na queda de Flaviano, que acabou substituído por Severo e banido para Petra, onde morreu em 518
Flaviano foi canonizado pela Igreja Ortodoxa e, após alguma oposição, também pela Igreja Católica.